# Dostojka laodyce
Dostojka laodyce (Argynnis laodice) – gatunek motyla dziennego z rodziny rusałkowatych (Nymphalidae).

## Wygląd
Rozpiętość skrzydeł od 52 do 62 mm, dymorfizm płciowy niewielki, u samicy na wierzchołku przedniego skrzydła znajduje się mała plamka, której u samca brak.

## Siedlisko
Zamieszkuje wilgotne polany, drogi w liściastych lasach, łąki na obrzeżach lasów i torfowisk niskich.

## Biologia i rozwój
Wykształca jedno pokolenie w roku (połowa lipca - koniec sierpnia). Lata szybko, wykonuje długie loty szybowcowe. Roślinami żywicielskimi są fiołek błotny i fiołek psi. Jaja składane są pojedynczo lub w niewielkich grupach. Larwa wylęga się po 2-3 tygodniach i żeruje nocą. Larwy pierwszego stadium zimują. Stadium poczwarki (o zmiennej barwie) trwa 2 do 3 tygodni. 

## Rozmieszczenie geograficzne
Gatunek eurosyberyjski, w Polsce występuje głównie na północy i wschodzie kraju, wykazując ekspansję w kierunku zachodnim.